# Mülheim an der Mosel
Mülheim an der Mosel là một đô thị ở huyện Bernkastel-Wittlich, trong bang Rheinland-Pfalz, Đô thị Mülheim an der Mosel có diện tích 4,92 km², dân số thời điểm ngày 31 tháng 12 năm 2006 là 973 người. 
Đô thị này nằm giữa khu vực trồng nho trong thung lũng sông Mosel gần Bernkastel-Kues và Đô thị đại học Trier. Mülheim nằm bên hữu ngạn sông nơi thung lũng bắt đầu mở rộng và bờ sông bằng phẳng. Đô thị này nằm ở chân núi nhỏ được trồng nho toàn bộ diện tích. Các đơn vị giáp ranh gồm Brauneberg và Lieser.
Kinh tế địa phương dựa vào nghề trồng nho, du lịch.